# William Allan Oldfield
William Allan Oldfield, född 4 februari 1874 i Franklin i Arkansas, död 19 november 1928 i Washington, D.C., var en amerikansk demokratisk politiker. Han var ledamot av USA:s representanthus från 1909 fram till sin död.
William Allan Oldfield utexaminerades 1896 från Arkansas College (numera Lyon College) och tjänstgjorde i spansk-amerikanska kriget. Efter kriget studerade han juridik och inledde 1900 sin karriär som advokat i Arkansas. Han tjänstgjorde som åklagare i Independence County 1902–1906. År 1906 kandiderade han utan framgång till representanthuset men lyckades två år senare. Oldfield omvaldes tio gånger men avled i ämbetet före den elfte mandatperiodens början. Änkan Pearl Peden Oldfield fyllnadsvaldes till representanthuset efter hans död. Oldfield gravsattes på Oaklawn Cemetery i Batesville i Arkansas.